# Alex Virot
Pour les articles homonymes, voir Virot.
Alexandre Virot, plus connu sous le nom d'Alex Virot, né le 10 février 1890 dans le 7e arrondissement de Paris et mort le 14 juillet 1957 à Ripoll, est un journaliste sportif français. 

## Biographie
Louis Alexandre Virot naît à Paris en 1890, fils de Paul Florentin Virot, ancien officier de cavalerie et comptable, et Jeanne Monet, son épouse.
Pendant sa jeunesse, Alex Virot fréquente les terrains de sports et les cours d'art, en particulier celui du sculpteur Antoine Bourdelle. Géo André remarque son talent de dessinateur lors d'une réunion d'athlétisme au cours de laquelle Virot fait des croquis et l'invite à dessiner pour le Miroir des Sports. Un an plus, son journal l'envoie à Amsterdam pour couvrir les jeux olympiques. À cette occasion, il présente quelques croquis au concours olympique d'arts et remporte le second prix de dessin derrière le Luxembourgeois Jean Jacoby.
Il entre comme caricaturiste à L'Intransigeant à la suite de sa distinction olympique. Il se met rapidement à écrire des articles et intervient à la radio dès le Tour de France 1929. L'année suivante, il suit l'ensemble de la Grande Boucle pour la Radio avec Jean Antoine. Virot et Antoine constitue un duo de commentateurs très efficace, mais il ne dure que l'espace d'un seul Tour. Dès l'édition suivante, ils travaillent pour des stations concurrentes. 
Virot couvre également le Tour de France en avion en 1932. Pilote lui-même, il suit la course dans un appareil équipé de tout le matériel nécessaire à l'enregistrement de disques expédiés pour diffusion dès l'atterrissage sur Radio Toulouse, qui couvre alors un territoire allant du Maroc à l'Allemagne.
Outre les reportages sportifs, Virot effectue le reportage du premier tirage de la Loterie nationale en 1934 pour le réseau national d'État en concurrence directe avec Georges Briquet sur le Poste Parisien. Virot est également à bord du paquebot Normandie pour sa première traversée de l'Atlantique en 1935. Arrivé à New York, il découvre les stations de radio américaine, leur matériel et leur méthode de travail. Virot adopte bien vite les micros sans fil américains mais rejette les méthodes des commentateurs newyorkais qui ne laissent aucune place à l'improvisation. Toujours en 1935, il effectue le premier reportage radio de guerre en couvrant le conflit Éthiopien en réalisant une liaison Addis-Abeba-Paris en ondes courtes.
Virot collabore régulièrement pour plusieurs titres de la presse écrite comme le Miroir des Sports, Le Matin, Paris-Soir ou L'Auto, où il est responsable de la rubrique du ski, et pour plusieurs stations de radios pourtant concurrentes. On le retrouve ainsi aux côtés de Georges Briquet pour le Tour de France 1936 au Poste Parisien. Il passe ensuite chez Radio 37 puis à Radio Cité. Pour cette dernière station, il est en Autriche pour suivre les championnats du monde de ski alpin 1938. Il laisse toutefois les compétitions pour venir au plus vite à Vienne, où il assiste à l'entrée des troupes allemandes. Malgré la censure, il assure un reportage des évènements en direct par téléphone. Il est également présent en Espagne pour couvrir la guerre.
Son dernier reportage avant la Seconde Guerre mondiale est sportif et se tient au Parc des Princes : le match RC Paris-RC Strasbourg du 27 août 1939.
Il rejoint le maquis en 1942 en Savoie puis trouve refuge chez des amis à Megève entre 1943 et la Libération. Il regagne alors Paris où il est nommé directeur du service des reportages de la RTF. C'est lui qui crée l'émission Sports et musique le 25 février 1945, qu'anime ensuite Georges Briquet. Virot quitte en effet ses fonctions à la RTF à la suite d'un conflit avec ses digesteurs et ses reporters. Très exigeant, Virot pouvait être cassant, Raymond Marcillac lui en fit souvent la remarque. Il quitte alors la radio pour prendre en charge la rubrique sports d'hiver à L'Équipe. 
L'éclipse radiophonique ne dure pas longtemps. Recruté en 1947 comme grand reporter par Radio Luxembourg, il couvre le Tour de France 1947 puis anime chaque semaine une émission sportive à partir de janvier 1948 : Dimanche-Sports.
Il participe aux débuts de Télé Luxembourg en 1956 en commentant les Six jours de Paris.
Heureux de suivre le Tour de France cycliste à moto depuis 1930, Virot est encore là en 1957, à 67 ans. Il trouve la mort le 14 juillet 1957 à Ripoll, sur les routes du Tour de France, dans des lacets sinueux menant à Toses, à la suite d'une chute de moto. Virot est tué sur le coup ; son pilote, Wagner, meurt pendant son transfert à l'hôpital.
Il repose au cimetière de Saint-Ouen en Seine-Saint-Denis.

## Sources
- Biographie d'Alexandre Virot par Guy Bernède dans Cahiers d'histoire de la radiodiffusion, Sport et radio, no 79, janvier-mars 2004, Paris, p.138-148
- Émile Besson, « L’adieu au capitaine Alex », L'Humanité du 11 juillet 2001.